# Orrido di Nesso
(Leonardo da Vinci, Codice Atlantico, c. 573v)
L'Orrido di Nesso è un canyon roccioso che si trova nell'omonimo comune, in particolare nella frazione Coatesa, sulla sponda orientale del ramo comasco del Lario.

## Descrizione
È formato dalla confluenza delle acque dei torrenti Tuf e Nosee, i quali nascono rispettivamente nelle omonime valli (Tuf e Nosee), che si riversano nel lago di Como creando una cascata.
Il dislivello è di circa 200 metri tra gole strette e profonde modellate dallo scorrere delle acque.
L'orrido può essere visto da Piazza Castello o dal ponte della Civera, di origine romana, sulla riva del lago dopo aver disceso oltre 270 scalini.

## Storia
Dal XIV secolo la forza delle acque dell'orrido è stata importante per lo sviluppo dell'industria manifatturiera con la costruzione di mulini, cartiere, filatoi, oleifici, magli e torchi. Anche due stabilimenti per la lavorazione della seta sfruttarono la forza motrice della cascata.
L'Orrido di Nesso è citato in diversi libri storici, tra cui il Codice Atlantico di Leonardo da Vinci. In letteratura si ricorda il romanzo Falco della Rupe o la Guerra di Musso di Gianbattista Bazzoni. L'Orrido è protagonista, nei secoli XVIII e XIX in acquetinte dei pittori Federico e Carolina Lose.
In passato, l'orrido ha costituito un rifugio per contrabbandieri.